# پیکدیلی

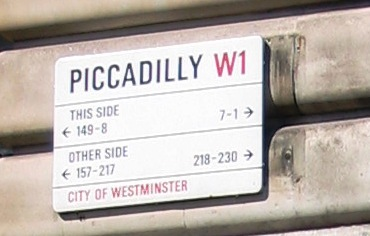

پیکدیلی (به انگلیسی: Piccadilly) نام خیابان معروفی در منطقهٔ اعیانی وست اند در غرب لندن است که بین میدان پیکدیلی و هاید پارک کرنر قرار دارد. برلینگتون هاوس (محل آکادمی سلطنتی)، فروشگاه بزرگ فورتنام و میسن، کتابفروشی معروف هچردز و هتل ریتز لندن در این خیابان واقع شده‌اند.